# Jay W. Johnson

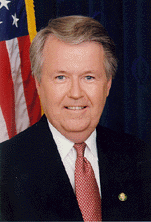
Jay W. Johnson

Jay Withington Johnson (* 30. September 1943 in Bessemer, Michigan; † 17. Oktober 2009 in Washington, D.C.) war ein US-amerikanischer Politiker. Zwischen 1997 und 1999 vertrat er den Bundesstaat Wisconsin im US-Repräsentantenhaus.

## Werdegang
Jay Johnson besuchte bis 1963 das Gogebic Community College und studierte danach bis 1965 an der Northern Michigan University in Marquette. Zwischen 1966 und 1968 diente er in der US Army. Anschließend studierte er bis 1970 an der Michigan State University in East Lansing. Zwischen 1964 und 1996 war Johnson Fernseh- und Radiojournalist in Florida, Wisconsin, Michigan und Indiana. Er wurde Präsident des Family Violence Center in Green Bay; außerdem war er Vorstandsmitglied der Easter Seals of Wisconsin, einer Einrichtung, die sich für die Verbesserung der Lebensverhältnisse von Behinderten einsetzt. Er fungierte außerdem als Vizepräsident der Wohltätigkeitsorganisation United Way im Brown County. Auch auf Staatsebene war er Vorstandsmitglied dieser Einrichtung.
Politisch war Johnson Mitglied der Demokratischen Partei. Bei den Kongresswahlen des Jahres 1996 wurde er im achten Wahlbezirk von Wisconsin in das US-Repräsentantenhaus in Washington gewählt, wo er am 3. Januar 1997 die Nachfolge von Toby Roth antrat. Da er bei den Wahlen des Jahres 1998 dem Republikaner Mark Andrew Green unterlag, konnte er bis zum 3. Januar 1999 nur eine Legislaturperiode im Kongress absolvieren.
Nach seinem Ausscheiden aus dem US-Repräsentantenhaus war Johnson in den Jahren 2000 und 2001 als Nachfolger von Philip N. Diehl Direktor der United States Mint. Danach arbeitete er auf privater Basis als Münzhändler und als Numismatiker für die Franklin Mint. Im Juni 2009 wurde er Sprecher der Firma Goldline International. Am 17. Oktober desselben Jahres erlag er einem Herzinfarkt.